# Ромашко, Роман Владимирович
Роман Владимирович Ромашко (род. 13 января 1972 года, Владивосток) — российский физик, специалист в области оптической наносенсорики, нанофотоники и лазерных измерительных систем, член-корреспондент РАН (2016), директор Института автоматики и процессов управления ДВО РАН .

## Биография
Родился 13 января 1972 года во Владивостоке.
В 1995 году — окончил Специальный факультет физики МИФИ.
В 2002 году — защитил кандидатскую диссертацию, тема: «Физические принципы организации адаптивных волоконно-оптических информационно-измерительных систем для реконструкции распределений физических полей».
В 2010 году — защитил докторскую диссертацию, тема: «Физические основы построения сверхвысокочувствительных адаптивных измерительных систем на основе динамических голограмм».
В 2016 году — избран членом-корреспондентом РАН.
Главный научный сотрудник ИАПУ ДВО РАН.
В 2019 году — избран директором ИАПУ ДВО РАН.

## Научная деятельность
Специалист в области оптической наносенсорики, нанофотоники и лазерных измерительных систем.
Автор и соавтор 270 научных работ, в том числе 2 монографий и 10 патентов.
Основные научные результаты:
- выполнен цикл основополагающих исследований, направленных на создание адаптивных измерительных интерферометров нового типа, ставших основой построения новых сверхвысокочувствительных систем для нанометрологии;
- созданы высокочувствительные, в том числе многоканальные, с числом каналов более 1000, помехозащищённые лазерные комплексы для измерения в реальных условиях субнанометровых колебаний и перемещений микро- и нанообъектов, сверхмалых механических деформаций и полей микро- и наноструктур, массы микро- и наночастиц;
- разработаны принципы и методы измерения параметров сверхкоротких лазерных импульсов, применяемых для наноструктурирования поверхности материалов;
- разработаны физические принципы построения управляемых волноводных нанофотонных структур.

Член Президиума ДВО РАН.
Профессор Дальневосточного федерального университета, где читает курсы по направлениям «Наноэлектроника» и «Квантовая и оптическая электроника».

## Награды
- Благодарность Президента Российской Федерации (5 февраля 2024 года) — за заслуги в развитии отечественной науки, многолетнюю плодотворную деятельность и в связи с 300-летием со дня основания Российской академии наук[5].